# Titanoeca veteranica
Titanoeca veteranica är en spindelart som beskrevs av Herman 1879. Titanoeca veteranica ingår i släktet Titanoeca och familjen stenspindlar. Inga underarter finns listade i Catalogue of Life.